# Mary Reckford
Mary „Molly“ Reckford (* 9. Oktober 1992) ist eine Leichtgewichts-Ruderin aus den Vereinigten Staaten. Sie war Weltmeisterschaftszweite 2022.

## Karriere
Mary Reckford begann an der Phillips Exeter Academy mit dem Rudersport und ruderte dann für das Dartmouth College. 2015 schloss sie das College mit einem Abschluss in Psychologie ab.
2019 qualifizierte sie sich erstmals für die Nationalmannschaft. Bei den Weltmeisterschaften in Linz/Ottensheim belegte Reckford im Leichtgewichts-Doppelvierer den vierten Platz. 2021 gelang dem Leichtgewichts-Doppelzweier mit Mary Reckford und Michelle Sechser der Sieg bei der letzten Olympiaqualifikations-Regatta. Bei der Olympiaregatta in Tokio ruderten Reckford und Sechser im ersten Vorlauf auf den dritten Platz hinter den Französinnen und den Italienerinnen. Nach einem Sieg in ihrem Hoffnungslauf erreichten die beiden den zweiten Platz in ihrem Halbfinale hinter den Italienerinnen. Auch im Finale gewannen die Italienerinnen, genau eine Sekunde dahinter passierten Reckford und Sechser als Fünfte die Ziellinie. 2022 siegten Reckford und Sechser in der zweiten Weltcupregatta. Bei den Weltmeisterschaften in Račice u Štětí siegten die Britinnen Emily Craig und Imogen Grant mit drei Sekunden Vorsprung vor Reckford und Sechser. 2023 belegte Reckford im Doppelvierer aus den Vereinigten Staaten den elften Platz bei den Weltmeisterschaften in Belgrad. 2024 erreichten Sechser und Reckford das A-Finale im Leichtgewichts-Doppelzweier bei den Olympischen Spielen in Paris und wurden Sechste.